# CUGBP1
CUGBP1 (اختصارًا لاسم CUG triplet repeat, RNA binding protein 1) هو بروتين في البشر يُشفر عبر جين CUGBP1.